# Koitiata
La ville de Koitiata est une localité de la partie sud-ouest du district de Rangitikei dans la région de Manawatu-Wanganui, située dans l'Île du Nord de la Nouvelle-Zélande.

## Situation
La ville de Marton est localisée à 24 km vers l'est et celle de Wanganui est localisée à 29 km vers le nord-ouest. 
À proximité de la ville de Koitiata se trouve le lac Koitiata (en).

## Démographie
Koitiata avait  une population de 108 habitants selon le recensement de 2013. 
C’est une augmentation de 18 résidents, ou 20 % , depuis le recensement de 2006. 
Il y a 57 logements occupés, 60 logements inoccupés et aucun en construction.
Dans la population résidente, 60 personnes  (55,6 %) sont des hommes, comparés avec les 48,7 % au niveau national et 48 sont des femmes (soit 44,4 %, ) comparées aux 51,3 % au niveau national). 
Le district a un âge médian de 60,8 ans, 22,8 ans au-dessus de l’âge médian national, qui est de 38 ans. 
Les personnes âgées de  65 ans et plus représentent 38,9 % de la population, comparés aux 14,3 % au niveau national et les personnes de moins de 15 ans représentent 8,3 %, comparés aux 20,4 % au niveau national.
L’ethnicité de la ville est constitué jusqu’à 91,4% de personnes d’origine européenne (en) (pour 74 % au niveau national), 11,4 % de Māori (pour 14,9 % au niveau national), 2,9 % d’Asiatiques (pour 11,8 % au niveau national), 2,9 % de originaires des Îles du Pacifique (pour 7,4 % au niveau national), 0,0 %}  venant du Moyen-Orient, d’Amérique latine ou d’Afrique (pour 1,2 % au niveau national), et 2,9 % d'une autre ethnie (pour 1,7 % au niveau national).
Koitiata a aussi un taux de chômage de 0 % des personnes de 15 ans et plus comparé aux 7,4 %  au niveau national.
Le revenu médian annuel de toutes les personnes de 15 ans ou plus était de 22 300 $, comparés aux 28 500 $ au niveau national. 
Parmi eux, 43,3 %, gagnent moins de 20 000 $, comparés aux 38,2 % au niveau national, alors que 16,7 % gagnent plus de 50 000 $, comparé aux 26,7 % au niveau national.

## Accès
. La route State Highway 3/S H 3 (en) est localisée à 8 km vers le nord-est de Koitiata. 
Cette route nationale, est une des seulement 8 routes principale  de la Nouvelle-Zélande et elle connecte la ville de Woodville (à 25 km à l’est et la ville de Palmerston North) et de Hamilton via New Plymouth.
L'aéroport le plus proche est le aéroport de Whanganui (en), localisé à 30 km vers le nord-ouest de la ville.

## Éducation
La plus proche des écoles primaires est celle de 'Turakina School' dans la ville de Turakina et la plus proche école secondaire est situé dans la ville de Whanganui et  celle de Marton.

## Gouvernance

### Gouvernance locale
La ville fait partie du district de Rangitikei et actuellement :le maire de Rangitikei (en) depuis les élections locales de 2013 (en) est Andy Watson (en).
Koitiata forme une partie du ward de Turakina au sein du conseil du district de Rangitikei (en), qui élit un des onze conseillers du district. 
Le représentant du ward est Soraya Peke-Mason.
Le maire et ses conseillers devront tous être réélus lors des élections d’octobre 2016 (en).

### Gouvernance National
Koitiata, comme le reste du district de Rangitikei, est localisé dans l'électorat général (en) de Rangitīkei (en) et dans l'électorat Māori de Te Tai Hauāuru (en).
Rangitīkei est un siège libre du Parti National depuis les élections de 1938 (en) avec une exception de 1978 à 1984, quand il fut tenu par Bruce Beetham (en) du Parti du Crédit Social (en). 
Depuis les Élections législatives néo-zélandaises de 2011, il est tenu par Ian McKelvie (en).
Te Tai Hauāuru est un siège plus volatile, ayant été tenu par trois partis différents depuis les Élections législatives néo-zélandaises de 1996 : 
le  parti Nouvelle-Zélande d'abord
le parti Māori et 
le parti travailliste ou Labour.
Depuis les Élections législatives néo-zélandaises de 2014, il est tenu par Adrian Rurawhe du parti travailliste ou Labour.

## Naufrage d'un bateau le Fusilier
À environ 8 km au sud de la localité de Koitiata, le bateau de 404 tonneaux une  barqueen métal, nommé : Fusilier, fut drossé à la côte le 16 janvier 1884.
Il avait 24 ans d'âge depuis sa construction et avait été mis à la mer au niveau de ballast de Wellington pour partir en direction d'Adelaide.
Des tentatives pour le remettre à flot sur place furent abandonnées,.
Le Fusilier est maintenant contenu dans une dune, d'environ 200 yd à partir du niveau de la marée haute.